# حارة قزان (صنعاء)
حارة قزان هي إحدى حارات حي بيت بوس بضواحي الأمانة مديرية سنحان وبني بهلول، بلغ تعداد سكانها 628 نسمة حسب تعداد اليمن لعام 2004.